# أسيفان (أسيفان)
أسيفان هو دُوَّار يقع بجماعة بني سلمان، إقليم شفشاون، جهة طنجة تطوان الحسيمة في المملكة المغربية. ينتمي الدوّار لمشيخة أسيفان التي تضم 8 دواوير. يقدر عدد سكانه بـ 354 نسمة حسب الإحصاء الرسمي للسكان والسكنى لسنة 2004.

## روابط خارجية
- البوابة الوطنية للجماعات الترابية
- المندوبية السامية للتخطيط